# Methoxidy
Methoxidy (také nazývané methanoláty) jsou organické soli a nejjednodušší alkoxidy. Methoxid sodný a methoxid draselný se běžně používají, známé jsou rovněž methoxidy jiných kationtů jako methoxid lithný, rubidný, cesný a francný.

## Methoxidový anion
Methoxidový anion má vzorec CH3O− a je konjugovanou zásadou methanolu. Jedná se o velmi silnou organickou zásadu, dokonce silnější než anorganický hydroxidový iont. Kvůli tomu musejí být roztoky methoxidů prosté vody; methoxid odstraňuje proton z vody za vzniku hydroxidu a methanolu.